# Kiel Brown
Kiel Brown, född den 4 maj 1984 i Toowoomba, Australien, är en australisk landhockeyspelare.
Han tog OS-brons i herrarnas landhockeyturnering i samband med de olympiska landhockeytävlingarna 2008 i Peking.